# باولو كوستا (سياسي)
باولو كوستا (بالإيطالية: Paolo Costa )‏ (و. 1943  م) هو سياسي، وأستاذ جامعي، واقتصادي إيطالي، ولد في البندقية، هو عضوٌ في الحزب الديمقراطي.

## مناصب
تولى منصب عضو في البرلمان الأوروبي (20 يوليو 2004–13 يوليو 2009)
- عضو في البرلمان الأوروبي (20 يوليو 1999–19 يوليو 2004)[2]
- وزير الأشغال العامة (21 نوفمبر 1996–20 أكتوبر 1998)
- عضو مجلس النواب في الجمهورية الإيطالية
- عمدة.

## التعليم
تعلم في جامعة كا فوسكاري في فينيسيا.